# Lévignac, Haute-Garonne
Lévignac, även känd som Lévignac-sur-Save, är en kommun i departementet Haute-Garonne i regionen Occitanien i södra Frankrike. Kommunen ligger i kantonen Léguevin som tillhör arrondissementet Toulouse. År 2022 hade Lévignac 2 206 invånare.

## Befolkningsutveckling
Antalet invånare i kommunen Lévignac
Referens:INSEE